# جوردي فيجوراس
جوردي فيجوراس (بالإسبانية: Jordi Figueras) هو لاعب كرة قدم إسباني، ولد في 16 مايو 1987 في لاردة في إسبانيا. لعب مع إسكيشهرسبور ورايو فايكانو وروبين كازان وريال بلد الوليد وريال بيتيس وريال مدريد ج وريال مدريد وسلتا فيغو ب وسيلتا فيغو ونادي كلوب بروج ونادي لاردة.

## وصلات خارجية
- جوردي فيجوراس على موقع اتحاد تركيا (لاعب) (الإنجليزية)
- جوردي فيجوراس على موقع قاعدة بيانات كرة القدم.إي يو (الإنجليزية)
- جوردي فيجوراس على موقع Soccerbase.com (لاعب) (الإنجليزية)
- جوردي فيجوراس على موقع Soccerway.com (الإنجليزية)
- جوردي فيجوراس على موقع عالم كرة القدم.نت (الإنجليزية)
- جوردي فيجوراس على موقع AS.com (الإسبانية)